# Anselmo López Sánchez
Anselmo Ramón López Sánchez (Gijón, Asturias, España, 25 de enero de 1891-ib., 5 de noviembre de 1919) fue el fundador y primer presidente del Real Sporting de Gijón, además de futbolista.

## Biografía
Recibió el nombre de Anselmo por su padre que falleció antes de su nacimiento, por lo que se quedó al cuidado de su madre, Doña Crescencia, así como de sus hermanas mayores. Su padre, Anselmo López del Valle, era natural de Cenero, mientras que su madre había nacido en el vecino concejo de Villaviciosa.
Comenzó a jugar al fútbol en su niñez en la playa de San Lorenzo, próxima a su domicilio en la calle Marqués de Casa Valdés, y enseguida pasó a ser el encargado de reunir a un grupo de amigos que con el paso de los años se organizaron para fundar el Sporting Club Gijonés en 1905. En sus comienzos, competían contra el Gijón Sport Club, que había sido fundado en 1902, y contra los estudiantes del Colegio de la Inmaculada, que llevaban jugando al fútbol desde 1890.
Anselmo López era el portero del Sporting y fue su presidente hasta 1915, aunque siguió acompañando al equipo como delegado federativo hasta 1918, cuando viajó a Madrid para disputar el Campeonato de España como campeón asturiano. Falleció prematuramente a las cinco de la tarde del 5 de noviembre de 1919, con tan solo veintiocho años de edad. La muerte le sobrevino como consecuencia de una tuberculosis intestinal, según testificó el doctor Ramón García Cobián. Era entonces secretario general de la Federación Regional Cantábrica de Clubes de Fútbol, antecedente de la actual Real Federación de Fútbol del Principado de Asturias.
El 4 de abril de 2017 se inauguró un busto sobre una peana en su recuerdo en el túnel de acceso a los vestuarios del estadio El Molinón.